# ياجورفيدا

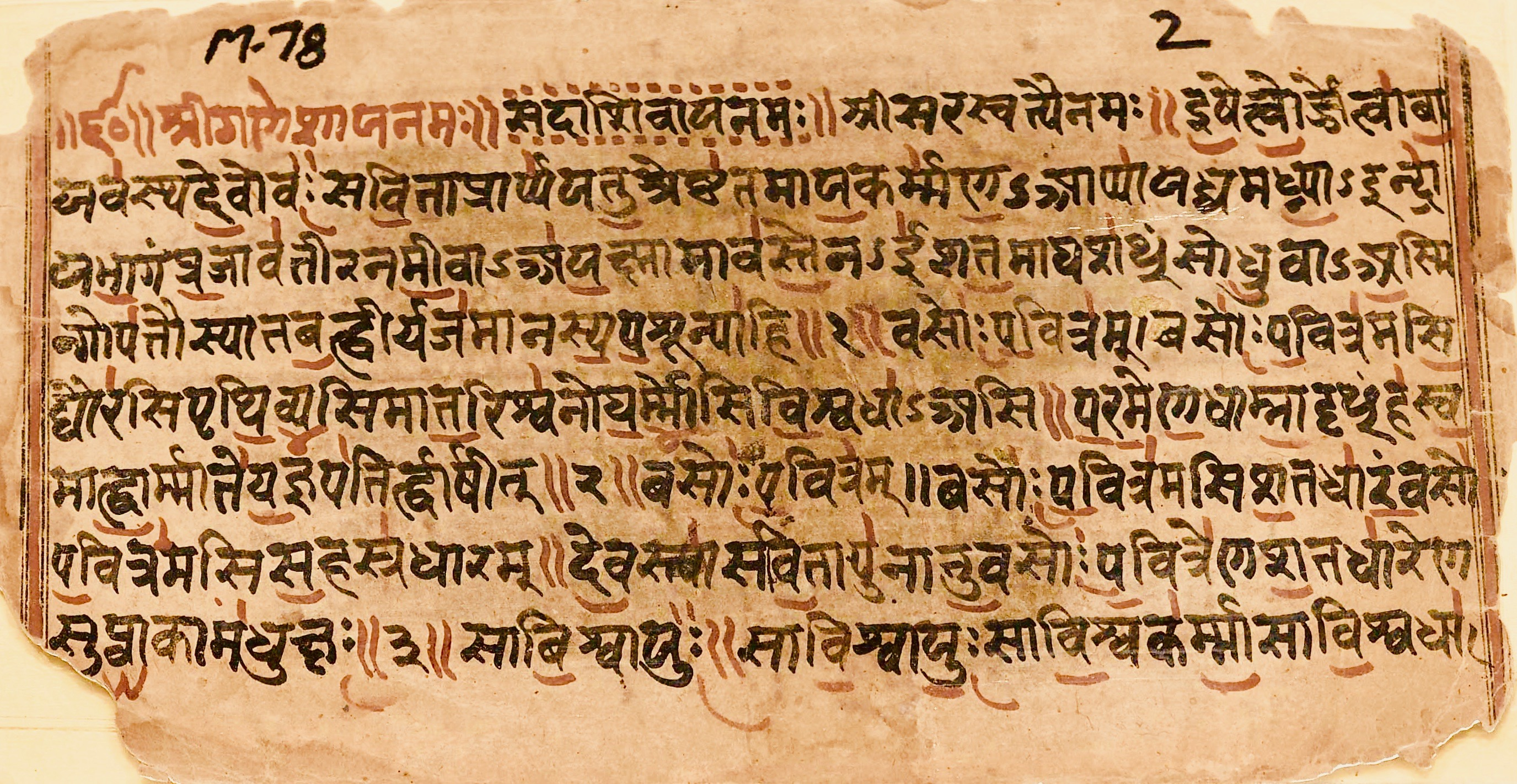
صفحة من مخطوطة Vajasneyi samhita (يُقدر عمرها إلى ما بين 1200-1000 سنة قبل الميلاد)

ياجورفيدا (Yajurveda؛ باللغة السنسكريتية यजुर्वेद هو نص من النصوص الهندوسية (فيدا) المقدسة لدى الهندوسية.
تشتق التسمية من كلمة yajus، والتي تعني العبادة، بالتالي يكون نص فيدا هذا نص الطقوس والعبادات.